# Camille Mandrillon

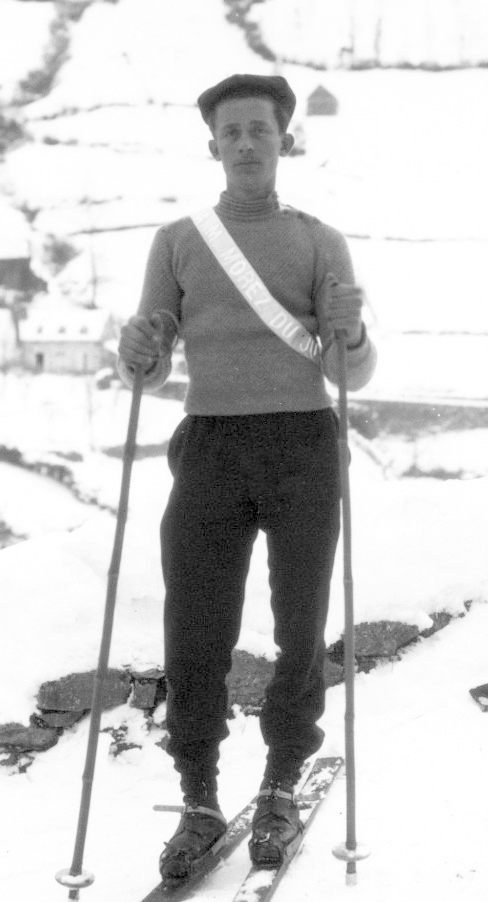
En la Gran semana de los Pirineos en 1910.

Camille Mandrillon (nació en el 1890; falleció en el 1969) fue un esquiador francés.
Mandrillon dijo el Juramento Olímpico de los Juegos Olímpicos de Chamonix 1924, y fue comandante del patrulla militar de bronce. 